# Adolphe Gronfier
Pour les articles homonymes, voir Gronfier.
Adolphe Gronfier, né à Paris le 9 juillet 1846 et mort dans cette même ville le 6 mai 1893, est un commissaire de police à Paris. Il est connu pour avoir largement annoté le Dictionnaire général de police administrative et judiciaire, offrant ainsi un témoignage sur les bas-fonds et la délinquance parisienne dans la seconde moitié du XIXe siècle. 

## Biographie
Entré dans la police en 1866, il devient, comme son grand-père et son père avant lui, commissaire de police le 1er décembre 1874. Il semble néanmoins que le métier de commissaire ne soit pas une vocation pour ce jeune bachelier ès-lettres. Régulièrement absent du commissariat, il fait l'objet de nombreuses plaintes des administrés dont, dit-on, il se soucie peu. Il est, à ce titre, constamment surveillé par ses collègues pour le compte du Contrôle général. 
Il passe en fait des heures à annoter le Dictionnaire général de police administrative et judiciaire, un recueil de lois et règlements que les autorités républicaines distribuent aux fonctionnaires chargés de les faire appliquer.
Le 6 mai 1893, s'étant fait porter malade quelques jours plus tôt, il succombe à une pneumonie infectieuse à l'âge de quarante-sept ans, laissant une veuve et quatre enfants en bas âge. Il est enterré au cimetière du Père-Lachaise (44e division).

## Le Dictionnaire d'Adolphe Gronfier
En 1998, sur une brocante à Paris, l'écrivain Hervé Jubert achète deux volumes du Dictionnaire général de police administrative et judiciaire annotés. Il s'agit des commentaires du commissaire Adolphe Gronfier. L'écrivain s'en inspire pour ses romans, puis les confie à l'historien Bruno Fuligni. Considérant qu'ils offrent un témoignage inédit et original de la vie dans les bas-fonds parisiens au XIXe siècle, ce dernier les publie en 2010 dans un recueil intitulé Dictionnaire de la racaille. 

## Source
- Introduction par Bruno Fuligni de l'auteur dans le Dictionnaire de la racaille : le manuscrit secret d'un commissaire de police parisien au XIXe siècle, Adolphe Gronfier, Horay, Paris, 2010.